# Алберто Моравија
Алберто Моравија (итал. Alberto Moravia; Рим, 28. новембра 1907 — 26. септембра 1990) био је италијански писац.

## Биографија
Моравија се родио у Риму 1907. године. С девет година оболео је од туберкулозе костију коју је, уз побољшања и погоршања здравственог стања, коначно преболео 1925. године. Због болести није успео да се школује редовно и једва је успео да заврши гимназију. Болест је, каже Моравија, била прва важна чињеница у његовом животу. Друга важна чињеница је била Фашизам.
Болести и Фашизму Моравија приписује толику важност, јер је због њих претрпео и учинио оно што иначе никада не би.
Након изласка из санаторијума Моравија се посветио писању његовог првог романа, Равнодушни људи, истовремено радећи и за часописе књижевне авангарде - 900 и Пегазо. Моравија се својим средствима финансирао објављивање Равнодушни људи.
Роман је међутим изазвао контроверзне реакције а фашистички оријентисана јавност је га оштро осудила.
Тридесетих година Моравија је наставио да објављује и да путује (Лондон, Париз, Грчка), посетио је САД (Њујорк), Мексико, Кину.
Истовремено се погоршао његов однос са фашистичким режимом.
Оптужен је да је неморалан писац и да не чини интерес италијанске државе а потом италијанско министарство културе је забранило новинама да говоре и пишу о његовом роману Погрешне амбиције, а по објављивању романа Маскарада (сатира на тему диктатуре у имагинарној средњеамеричкој држави) забрањује му се да се у новинама потписује својим именом.
Четрдесетих и педесетих година, двадесетог века, интензивно је објављивао романе, приповетке, драме, писао у новинама и часописима.
Дела су му преведена на све главне језике Европе.
Наставио је да путује, посетио је још Средњи исток, Турску, Египат, Шпанију, Русију, Индију.
Године 1952. све његове књиге су стављене на Индекс.
Годину дана касније, са Албертом Карочијем утемељио је књижевни часопис Nuovi Argomenti. Наставио интензивно да објављује.
Моравија се јавно изјашњава о питањима од књижевне авангарде, преко студентских захтева, кинеске културне револуције, женских питања, па до сексуалне револуције, сматрајући да је једна од друштвених функција модерног писца изрећи свој став о свим идеолошким темама које карактеришу епоху.
1952. године Моравија је добио престижну италијанску књижевну награду Стрега (за збирку приповедака I racconti) а књижевну премију Вијаређо је добио 1961. године за роман Досада.
Од 1941. до 1962. године је био у браку са италијанском књижевницом Елсом Моранте.
Од 1962. до 1983. године је био у браку са књижевницом Даћом Мараини.
Године 1986. оженио је 45 година млађу Кармен Ллера, са којом је остао до смрти.

## Дела преведена на српски
- Равнодушни људи[1] (Gli indifferenti, 1929)
- Маскарада (La mascherata, 1941)
- Агостино (Agostino, 1944)
- Римљанка (La romana, 1947)
- Брачна љубав (L'amore coniugale, 1947)
- Конформист[2] (Il conformista, 1947)
- Презир (Il disprezzo, 1954)
- Чочара (La ciociara, 1957)
- Нове римске приче (Nuovi racconti romani, 1959)
- Досада (La noia, 1960)
- Аутомат (L'automa, 1962)
- Пажња (L'attenzione, 1965)
- Рај (Il paradiso, 1970)
- Ја и он (Io e lui, 1971)
- Носо Рог (Storie della preistoria, 1982)